# İsmet Yılmaz
İsmet Yılmaz (ur. 10 grudnia 1961 w Gürünie w prowincji Sivas) – turecki polityk, inżynier i prawnik, deputowany, minister, w 2015 przewodniczący Wielkiego Zgromadzenia Narodowego Turcji.

## Życiorys
Z wykształcenia inżynier i prawnik. W 1982 ukończył studia w szkole morskiej działającej w ramach Uniwersytetu Technicznego w Stambule. W 1987 został absolwentem wydziału prawa Uniwersytetu Stambulskiego. Uzyskał magisterium na World Maritime University w Malmö oraz w instytucie nauk społecznych na Uniwersytecie Marmara. Doktoryzował się z prawa prywatnego na Uniwersytecie w Ankarze. Przez około 20 lat pracował jako inżynier oraz doradca prawny w sektorze publicznym i prywatnym.
W latach 2002–2007 był podsekretarzem stanu do spraw morskich w ministerstwie transportu i komunikacji. W międzyczasie powołany na wiceprzewodniczącego rady dyrektorów przedsiębiorstwa Türk Telekom. W 2007 krótko pełnił funkcję ministra w swoim resorcie (zastąpił czasowo dotychczasowego ministra z uwagi na ówcześnie obowiązujące przepisy związane z procedurą wyborczą). Od tegoż roku do 2011 zajmował stanowisko podsekretarza stanu w ministerstwie kultury i turystyki. W 2011 z ramienia  Partii Sprawiedliwości i Rozwoju po raz pierwszy uzyskał mandat deputowanego do tureckiego parlamentu. Z powodzeniem ubiegał się o poselską reelekcję w obu wyborach w 2015, a także w 2018.
Od lipca 2011 do lipca 2015 sprawował urząd ministra obrony narodowej. W lipcu 2015 został przewodniczącym Wielkiego Zgromadzenia Narodowego Turcji. W listopadzie tegoż roku powrócił na stanowisko ministra obrony narodowej, które zajmował do maja 2016. Następnie mianowany ministrem edukacji narodowej w rządzie, na czele którego stanął Binali Yıldırım. Funkcję tę pełnił do lipca 2018.

## Życie prywatne
Jest żonaty, ma troje dzieci.